# Terndrup
Terndrup – miasto w Danii, w regionie Jutlandia Północna, w gminie Rebild.